# Карпинск
Карпи́нск (до 1941 года — Угольный, до 20 июня 1933 года — Богословский) — город областного подчинения на севере Свердловской области России, административный центр одноимённого муниципального округа. Название дано городу в честь геолога Александра Карпинского.
Основан в 1759 году как поселение при Богословском заводе. До 1923 года являлся административным центром Богословского горного округа. Статус города и современное название получил в 1941 году.
Постановлением Правительства РФ от 4 июля 1992 г. № 470 входит в перечень территорий Российской Федерации с регламентированным посещением для иностранных граждан.
Распоряжением Правительства РФ от 29.07.2014 г. № 1398-р включён в список моногородов Российской Федерации с наиболее сложным социально-экономическим положением.

## История

### XVIII—XIX века

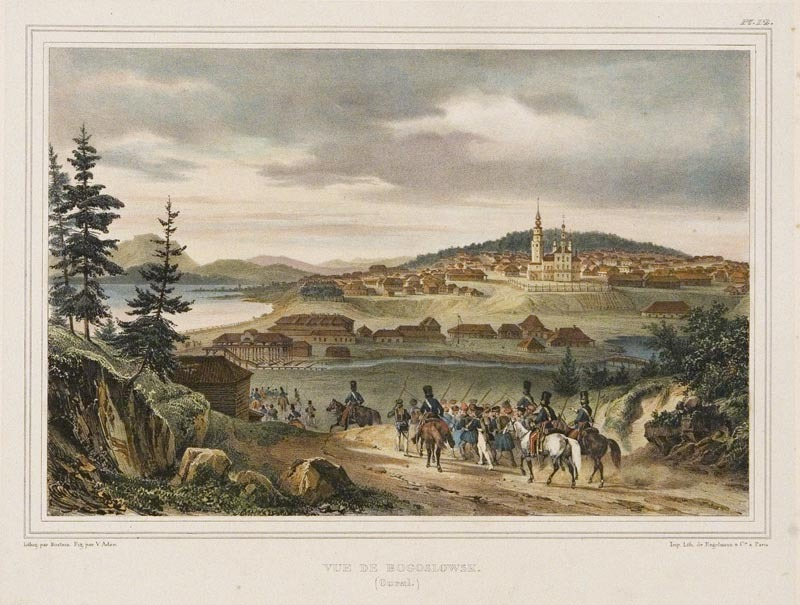
На заднем плане Введенский собор, в центре медеплавильный завод. На переднем плане казаки Уральского казачьего войска и солдаты внутренней конвойной стражи конвоируют заключённых. Иллюстрация из книги А. Я. Купфера «Voyage dans l’Oural entrepris en 1828»

После того, как на севере Верхотурского уезда в бассейне реки Сосьвы были найдены железные и медные руды, в 1757 году верхотурский купец Максим Михайлович Походяшин (1708—1781) получил разрешение на открытие новых заводов, привилегии и содействие от правительства. В 1758 году Походяшин основал Петропавловский завод (ныне город Североуральск), в 1760 году купил Николае-Павдинский завод и открыл Турьинские рудники (ныне город Краснотурьинск), а в 1768—1771 годах построил Богословский медеплавильный завод. Завод строился как железоделательный и назывался вначале Турьинским, а затем, после возведения храма в честь Иоанна Богослова, его стали называть Богословским. Чугун ему должен был поставлять Петропавловский завод. Сооружение завода началось со строительства плотины. Рядом с плотиной поднялись корпуса Богословского завода. А дальше вверх по склонам сопок, нависших над рекой, стали вырастать улицы заводского посёлка. С открытием богатых Турьинских месторождений меди завод переключился на одновременную плавку меди и вскоре стал крупнейшим медеплавильным заводом Урала. После закрытия в 1827 году Петропавловского завода железоделательное производство в Богословске прекратилось.

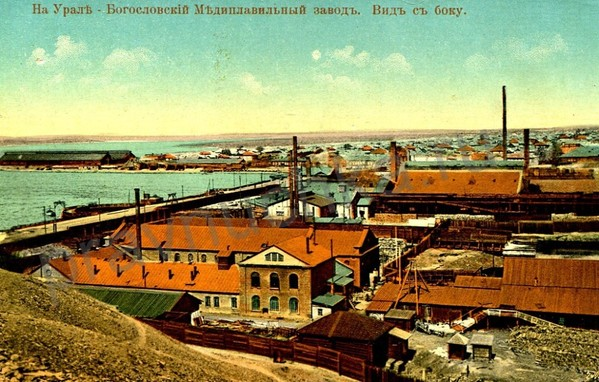
Медеплавильный завод в Богословске, 1900 год

Черновая медь выплавлялась в шахтных печах. Для её очистки было построено два горна. Топливом служил древесный уголь, заготавливаемый в окрестных лесах. Медь с Богословского завода отправляли на лошадях по Верхотурскому тракту на реку Чусовую для дальнейшей перевозки в европейскую часть страны. С 1801 года завод стал поставлять медь Екатеринбургскому монетному двору.
Помимо плавки меди и выделки железа, на Богословском заводе занимались производством медной посуды, литьём колоколов.
В 1767 году с благословения митрополита Тобольского и Сибирского Павла было заложено основание двухэтажного двухпрестольного собора. Нижний храм освящён в 1771 году в честь праздника Введения во храм Пресвятой Богородицы. Верхний храм собора возведён во имя св. Апостола и Евангелиста Иоанна Богослова, освящён в 1776 году архимандритом Верхотурского Николаевского монастыря Тихоном. По окончании строительства в 1776 году храм стали называть Богословским. Завод был также назван Богословским.
С первых дней своего существования завод испытывал острый недостаток рабочей силы, так как в округе не было ни одного русского поселения, только вогулы кочевали по лесам, занимаясь охотой на диких зверей. М. Походяшину удалось через Сенат приписать к своим заводам 4200 крестьян Чердынского уезда Пермской губернии, живших за 300—400 вёрст от завода. Для их доставки к месту работы была выслана команда солдат.
Весь промышленный район площадью более 3800 кв. вёрст, отведённый М. Походяшину, получил статус и название Богословского горного округа. Через 10 лет после смерти Походяшина государство выкупило горный округ у его наследников за 2,5 миллиона рублей.
В 1806 году открыта заводская школа, куда принимались дети младших чинов горного ведомства. Затем в 1848 году было открыто окружное горное училище, состоявшее из двух классов.
В 1828 году Богословский горный округ посетил академик Адольф Купфер (1799—1865), по проекту которого в 1834 году в Богословском заводе была учреждена обсерватория для метеорологических наблюдений. Наблюдения здесь начались с июня 1838 года и производились ежедневно через каждые 2 часа с 8 часов утра и до 10 часов вечера по местному времени.
В 1841 году на средства прихожан была построена кладбищенская Казанская церковь. В годы советской власти она не закрывалась, хотя с 1937 по 1943 год службы в ней не велись. При въезде в завод с Верхотурского тракта стояла деревянная часовня, оштукатуренная внутри и снаружи, возведённая в 1840-х годах во имя Святителя Николая Мирликийского. При выезде из завода в Турьинские рудники стояла каменная часовня, построенная в память столетия Богословского завода в честь праздника Вознесения Господня. Ежегодно к этим часовням с разрешения епархиального начальства совершались крестные ходы: в первую — 9-го мая и 6-го декабря, а во вторую — в праздник Вознесения Господня.
В 1853—1871 годы на Богословском заводе работал горный инженер Василий Семенников, который в 1866 году впервые применил бессемеровский конвертор для передела штейна на черновую медь. В 1867—1871 годы он служил горным начальником Богословского округа.
Отмена крепостного права в 1861 году способствовала освобождению горнозаводских рабочих от крепостной зависимости. В 1875 году рудники, а затем и завод остановились, было решено продать Богословский горный округ в частные руки. 11 апреля 1875 года Сергей Башмаков купил Богословский горный округ за 2 миллиона 50 тысяч рублей. После его смерти Богословский горный округ был выкуплен за 6 миллионов рублей Надеждой Половцовой. Главным управляющим Богословским горным округом был назначен Александр Ауэрбах (1844—1915). Благодаря его стараниям в 1887 году на правом берегу реки Турья был запущен химический завод «для выделки серы, соды, хрома». Следом за ним были сооружены стекольный, фосфорный и хромпиковый заводы.

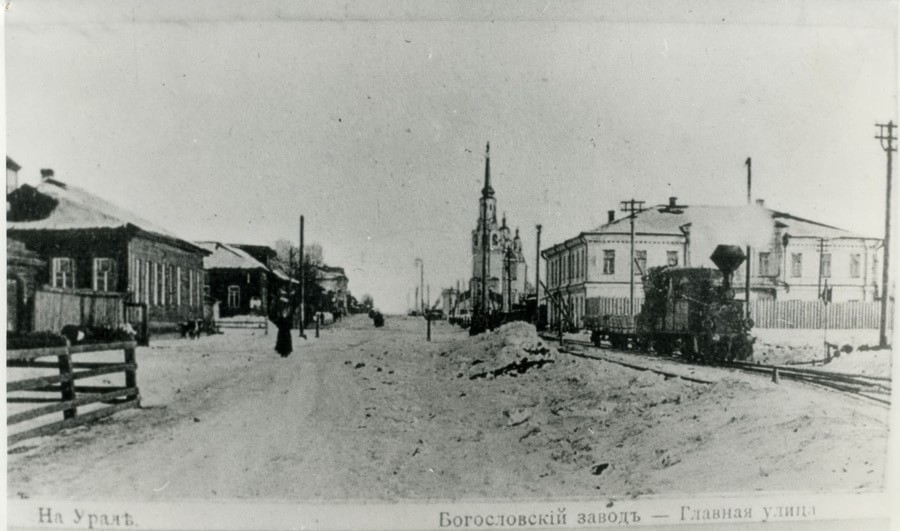
Паровоз на узкоколейной железной дороге в Богословском заводе

Осенью 1883 года от медных рудников до медеплавильного завода была построена узкоколейная железная дорога длиной 16 километров. Это была первая железная дорога на восточном склоне Северного Урала. Управляющим её стал брат Александра Аэурбаха — инженер Фёдор Ауэрбах. Доставка руды на завод резко возросла и выплавка меди на Богословском заводе увеличилась с 17 до 50 тысяч пудов. К концу 1886 года узкоколейную дорогу продлили на 38 километров — от Турьинских рудников до Филькинской пристани на реке Сосьве. Её назвали Богословско-Сосьвинской железной дорогой (БСЖД). Протяжённость составила 54 километра.

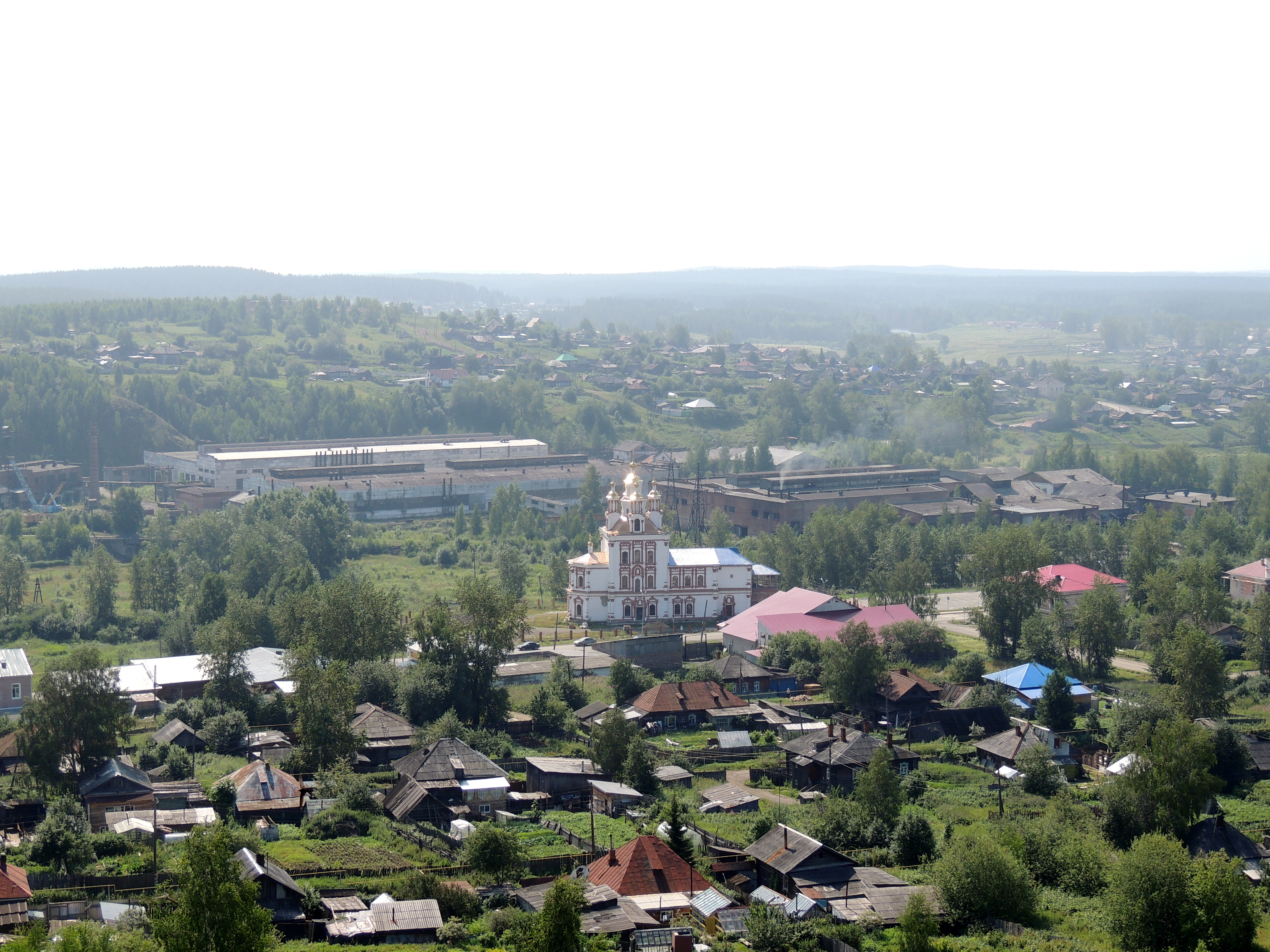
Вид на старую часть города (Богословск) с высочайшей точки — Голой горы (водонапорной башни)

С 1896 по 1901 год Богословским горным округом владело акционерное Богословское горное общество.

### XX—XXI века
По состоянию на 1910 год в Богословске было 2 каменных церкви, три земских училища, двухклассное и одноклассные мужское и женское, правление Богословской волости, почтово-телеграфная контора, станция железной дороги, торговля общества потребителей, торговых лавок на площади 25 и в разных частях селения завода — 6, винных казённых лавок — 2, земские медицинский и ветеринарный фельдшерские пункты и станция, заводская больница и при ней врач и заводская обсерватория, 2 кузницы, 9 булочных-пекарен, 5 сапожных и 1 портных заведений.
Залежи бурого угля на территории Богословска были обнаружены ещё в 1849 году инженером-подпоручиком Н. А. Куманским, однако промышленная разработка месторождения началась только в 1911 году. 19 ноября 1911 года на угольные копи прибыл первый экскаватор производства Путиловского завода. К 1913 году численность работающих угольной копи выросла до полутора тысяч человек. В 1914 году на копях было добыто 14 531 тыс. пудов угля, в 1915 году — 15 590, в 1916 году — 18 165. Основными потребителями богословского угля были предприятия Богословского горного округа: Надеждинский, Богословский, Сосьвинский заводы, узкоколейная Богословско-Сосьвинская железная дорога, часть добытого угля потребляла Уральская горно-заводская железная дорога. На Богословской коксовой фабрике изготовлялись буроугольные коксовые брикеты.
7 декабря 1917 года имущество Богословского горного округа, административным центром которого был Богословск, по декрету В. И. Ленина было национализировано. В 1918 году Богословск находился под контролем Временного сибирского правительства, с 1918 по 1919 год — «Омского правительства». В ходе контрнаступления Восточного фронта в 1919 году был занят частями Рабоче-крестьянской Красной армии.
12 ноября 1923 года на территории вновь образованного Надеждинского района в составе Тагильского округа Уральской области образован Богословский сельсовет. Постановлением ВЦИК от 11 января 1927 года Богословск отнесён к категории рабочих посёлков.
В апреле 1929 года на угольные копи прибыл первый отряд бывших батраков из Башкирии. Строится временное жильё и возникает таким образом новый посёлок — Угольные копи, или, как его ещё называли, Угольный. Под конвоем прибывали спецпереселенцы, чтобы строить разрез, добывать уголь.
В 1930-е годы на угольных копях внедряется новая горная техника. Поступают первые экскаваторы американского производства «Менк» и «Рустон». Узкоколейная железная дорога перестраивается на широкую колею, осваиваются мощные по тому времени паровозы, деревянные вагончики на вывозке заменяются 10- и 20-пудовыми думпкарами.
20 июня 1933 года постановлением ВЦИК рабочий посёлок Богословский был переименован в Угольный. Этим же постановлением был ликвидирован Надеждинский район Уральской области. Посёлок Угольный вошёл в пригородную зону города Надеждинска.
В 1935 году был введён в работу и выдал первый уголь разрез № 1, с этого времени начинается рост добычи угля на Богословском месторождении. Постановлением Совнаркома от 28 октября 1939 года Богословские копи преобразуются в Государственный союзный трест «Богословскуголь».
Указами Президиума Верховного Совета РСФСР от 31 марта 1941 года и 8 апреля 1941 года рабочий посёлок Угольный Серовского района был преобразован в город областного значения с присвоением наименования Карпинск (в честь русского и советского геолога, первого президента Академии наук СССР А. П. Карпинского, уроженца Турьинских рудников). В административном подчинении Карпинскому городскому Совету депутатов трудящихся находились рабочие посёлки: Петропавловский, Рудничный и Турьинский, сельские Советы: Волчанский, Галкинский и Покровский Серовского района.
С 5 сентября 1941 года по 14 марта 1942 года в городе действовало два эвакуационных госпиталя. Эвакогоспиталь № 3746 находился в здании старой Богословской больницы и просуществовал до 1 января 1942 года, затем был расформирован и вошёл в состав эвакуационного госпиталя № 3369, который находился в городе с 22 октября 1941 года по 14 марта 1942 года. Сотни раненых солдат находились на лечении в этих госпиталях. Умершие от ран захоронены на пустыре рядом с Комсомольским парком, о чём напоминает установленная 22 июня 2001 года по инициативе местных жителей памятная плита.

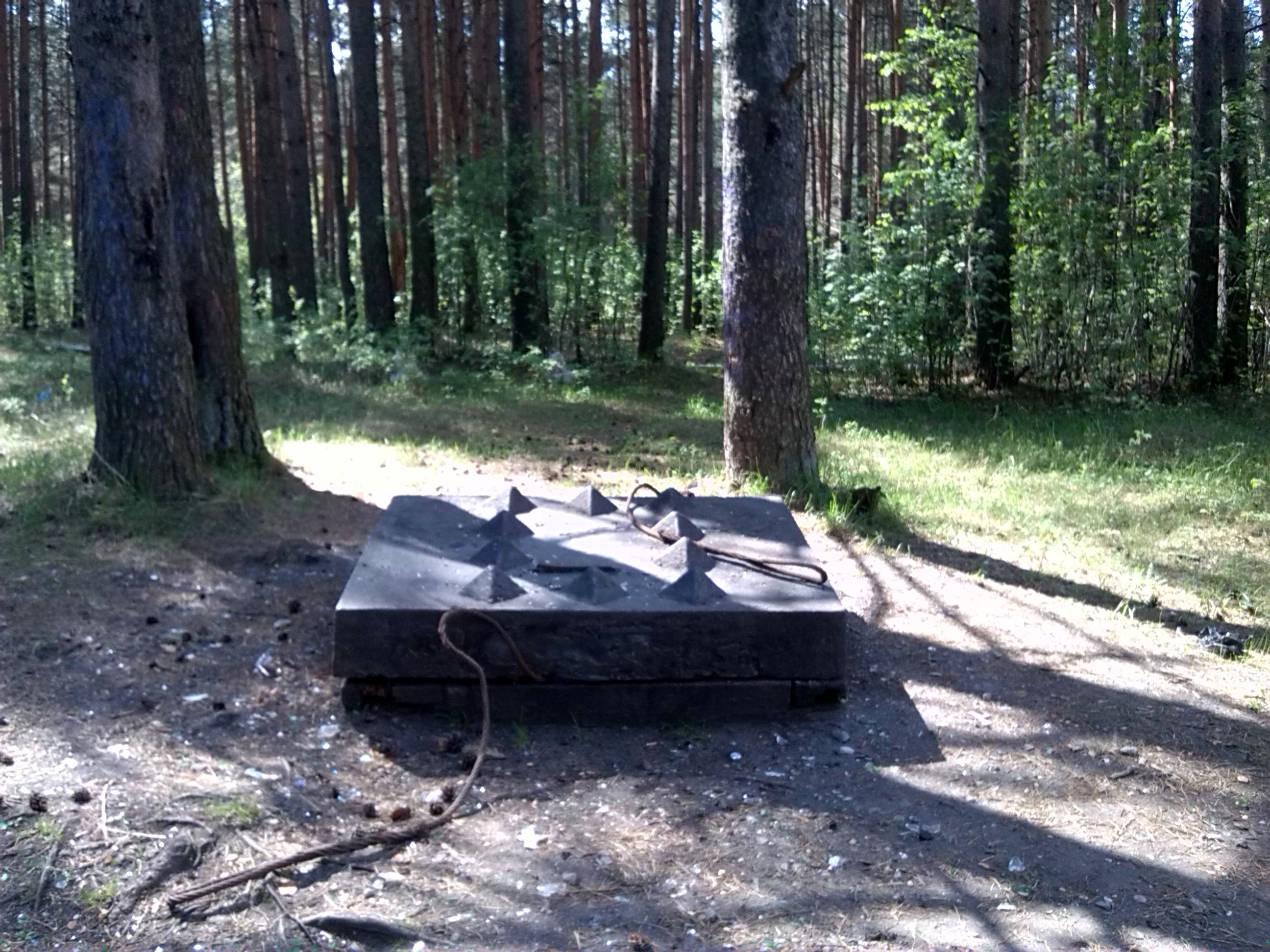
Памятная плита на месте захоронения спецконтингента в Комсомольском парке

С 1942 по 1947 год в городе была организована лагерная зона Богословлага (Богословского исправительно-трудового лагеря) ГУЛАГ НКВД для российских немцев, мобилизованных для работ в угольной промышленности. В лагере было 16 бараков, в каждом по 25 комнат с нарами в три этажа на 18 человек. Территория лагеря была обнесена колючей проволокой, по углам находились 4 вышки с вооружёнными охранниками. В лагере размещалось более 7000 человек в возрасте от 14 до 65 лет. На 1 января 1954 года в посёлках 1-й и 2-й зоны проживало около 400 человек. Всего в Карпинском районе на спецпоселении находилось на этот момент 5298 немцев.
В октябре 1941 года из города Сталино (ныне Донецк) был эвакуирован Сталинский государственный машиностроительный завод имени 15-летия ЛКСМ. Первый эшелон с оборудованием прибыл в Карпинск в ноябре 1941 года, затем в декабре пришло ещё два эшелона с оборудованием и людьми. Завод начал выпуск военной продукции и получил название «Карпинский машиностроительный завод».
За период 1941—1945 годах на разрезах треста «Богословскуголь» был добыто в 1,5 раза больше угля, чем за предыдущие 30 лет, и составила 17,7 млн тонн. В 1943 году паровые экскаваторы были заменены на электрические. В 1943 году на базе центральных ремонтных мастерских был создан рудоремонтный завод.
В 1944 году на углу улиц Серова и Ленина, на месте нынешнего магазина «Север», был открыт Карпинский пивзавод. Пиво варили вручную и оно было популярно по всей области. В 1959 году было построено новое здание для пивоваренного завода, который начал работу 18 января 1960 года. Мощность превышала первоначальную в 10 раз. В начале 1970-х годов началось производство фруктовой воды.

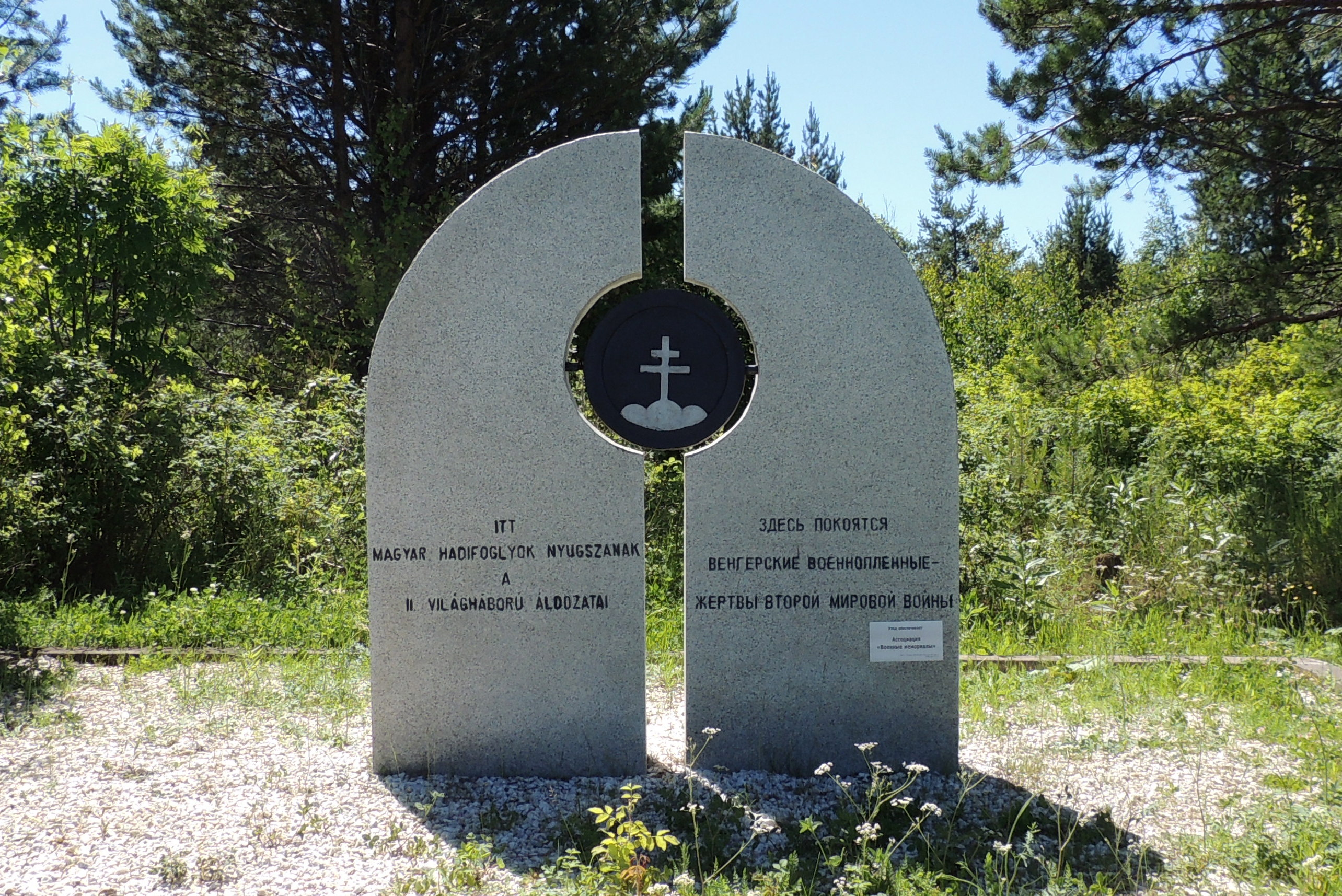
Памятный знак на месте захоронения венгерских военнопленных

В 1944 году из подчинения Карпинского горисполкома в связи с присвоением статуса городов были выведены Краснотурьинский и Североуральский горисполкомы.

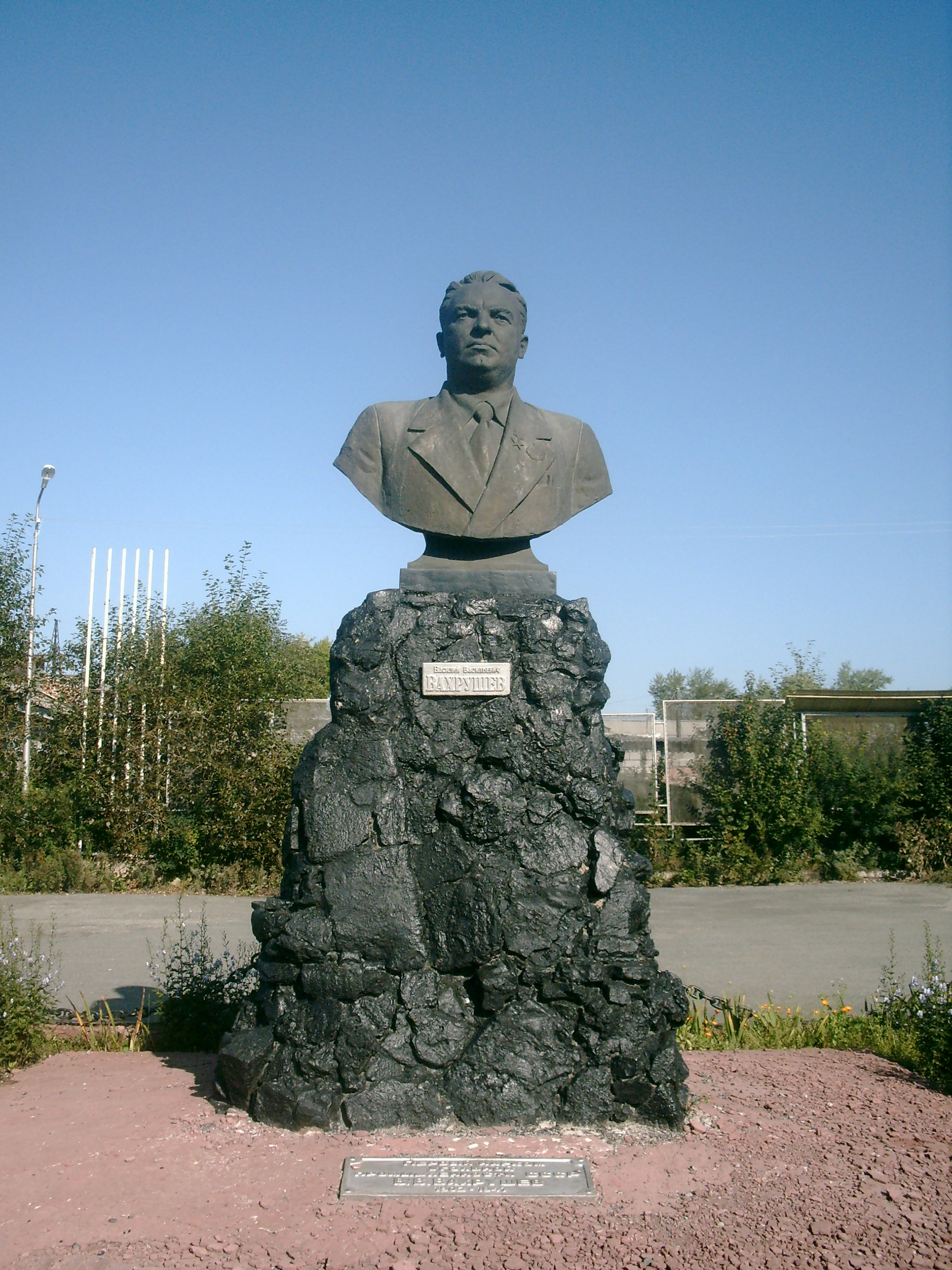
Памятник-бюст В. В. Вахрушеву

С 1945 по 1949 годы на территории города Карпинска находился лагерь для иностранных военнопленных № 504. Он производил в большом объёме мебель. Кладбище лагеря находится в посёлке Туринка. Здесь захоронено 96 военнопленных, в том числе 15 венгров. Земельный участок передан в постоянное (бессрочное) пользование Ассоциации «Военные мемориалы». В 1998 году Венгрия установила здесь памятный знак.
В 1945 году началось строительство Веселовского разреза. В августе 1949 года разрез был сдан угольщикам. 13 января 1947 года в память о выдающемся государственном деятеле В. В. Вахрушеве (1902—1947) постановлением Совета Министров СССР трест «Богословскуголь» переименован в Государственный союзный трест «Вахрушевуголь». В мае 1948 года на разрезах треста «Вахрушевуголь» прошли первые испытания отечественного шагающего экскаватора ЭШ-1 КМЗ, сконструированного и изготовленного на Карпинском машиностроительном заводе.
В 1945 году в городе был открыт трамвай (Карпинский трамвай). Трамвайная сеть просуществовала до 1994 года. С 1953 по 1965 год существовал также междугородный трамвайный маршрут до Волчанска.
17 сентября 1947 года был открыт Карпинский машиностроительный техникум. Вначале он назывался Горным техникумом и располагался на Почтамтской улице. С 1957 года техникум работает по адресу Куйбышева, 52.
В 1949 году начал выпуск продукции хлебокомбинат. Летом 1952 года был сдан в эксплуатации городской водовод и один из символов города — водонапорная башня. Летом того же года было построено деревянное здание Водной станции. В 1952 году также начала работать гостиница «Шахтёр» на 75 номеров.
В 1956 году был сдан в эксплуатацию Городской больничный комплекс. В центре больничного городка стоит трёхэтажное здание главного корпуса. Рядом стоят здания поликлиники и отделений. 28 мая 1959 года официально был открыт широкоформатный кинотеатр «Урал» фильмом «Артисты цирка». Неофициально же открытие состоялось в новогодние праздники 1958—1959 гг. показом детского фильма «Илья Муромец». В 1961 году была запущена Центральная обогатительная фабрика на юго-западном борту угольного разреза, которая занималась обогащением высокозольных бурых углей. В 1962 году началось строительство электромашиностроительного завода, предприятия-спутника «Уралэлектроаппарат». В 1964 году завод выпустил первую партию коллекторов электрических машин.
1 февраля 1963 года Совет депутатов трудящихся города Карпинск передан в подчинение Свердловскому областному Совету депутатов трудящихся.
В 1964 году железнодорожная станция Богословск была переименована в Карпинск.
В 1966 году запущена хлопкопрядильная фабрика, выпускавшая пряжу, ватин и нетканое полотно. В лучшие годы коллектив фабрики насчитывал более 3000 трудящихся. В 1995 году предприятие было признано банкротом и ликвидировано в порядке конкурсного производства.
2 августа 1973 года был открыт Карпинский аэропорт. Он был построен по предложению и при непосредственном участии объединения «Вахрушевуголь». В 1976 году аэропорт принимал 2 рейса в сутки из Свердловска. Время полёта — 2 часа.
В апреле 1987 года был запущен магистральный газопровод Карпинского линейного производственного управления магистральных газопроводов, входящий в структуру ООО «Газпром трансгаз Югорск».
В 1992 году в собственность города был передан пивзавод, выпускавший шесть сортов светлого пива. В 2005 году он был ликвидирован. В 1997 году колбасная фабрика была продана в частную собственность. В связи с истощением запасов угля и отсутствием на него спроса 1 декабря 2003 года было ликвидировано ОАО «Вахрушевуголь». В 2004 году прекратил своё существование молокозавод.
В 1995—1996 годах город Карпинск вместе с рядом посёлков составил муниципальное образование город Карпинск (с 1 января 2006 года — городской округ Карпинск, с 1 января 2025 года — муниципальный округ Карпинск).

## География

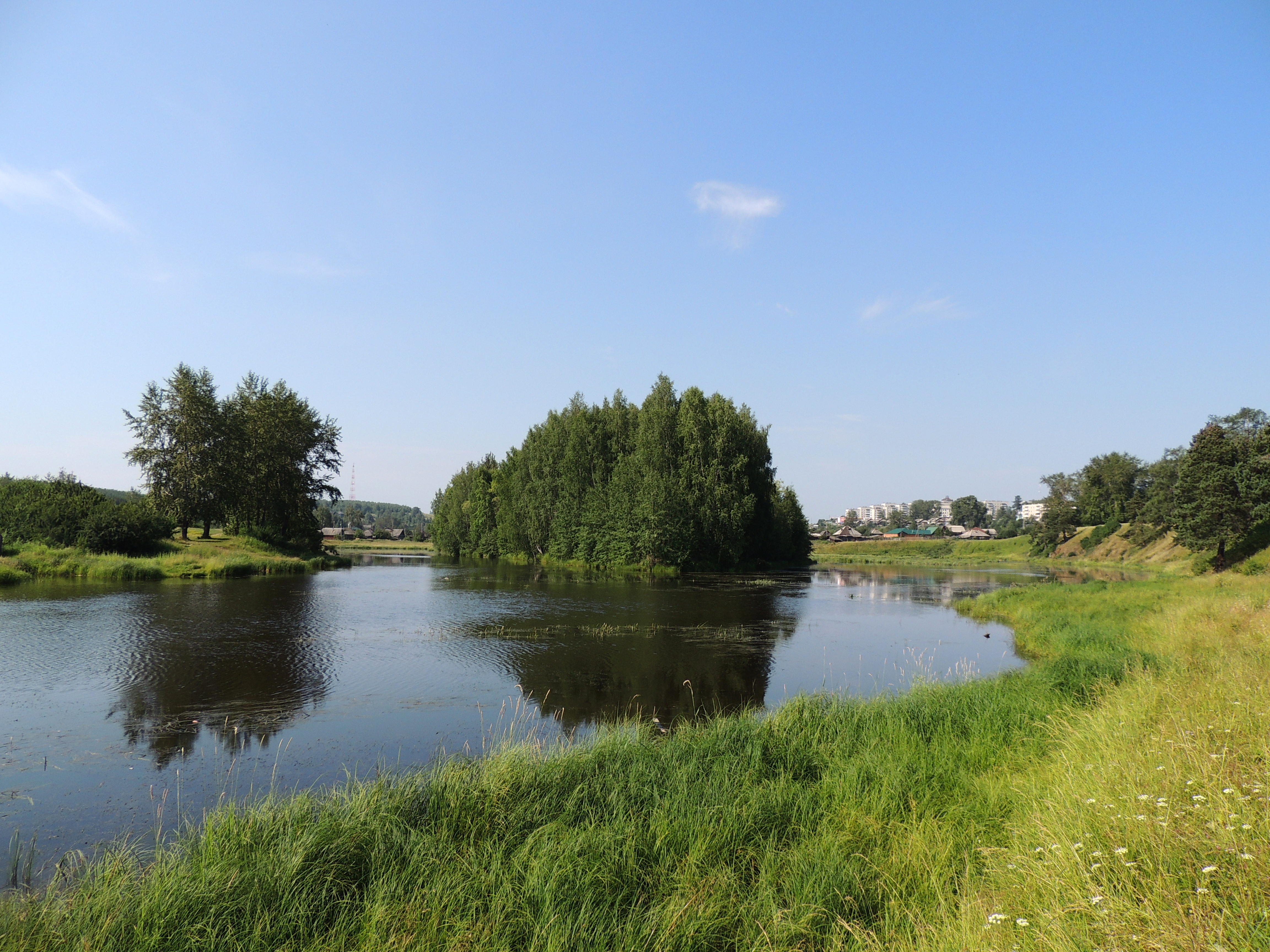
Вид на реку Турью

Карпинск расположен на севере Свердловской области, на восточном склоне Северного Урала, у пересечения 60-й параллели с 60-м меридианом, на левом берегу реки Турьи (бассейн Оби), в 436 километрах от Екатеринбурга. Площадь города составляет 83 км², общая площадь городского округа Карпинск — 552 332 га. В 45 километрах к западу от города расположена высшая точка Свердловской области — гора Конжаковский Камень (1569,7 м). На западной стороне города расположен бывший угольный карьер длиной в четыре километра, шириной в километр и глубиной в 130—150 метров, который стремительно наполняется водами реки Турьи. По данным на 27 мая 2010 года размеры образовавшегося искусственного озера составляют: глубина — 153,17 м, длина — 5,5 км, ширина — 2 км. Объём воды равен примерно 330 млн кубометров, при окончательном затоплении карьера его глубина составит 179 м, а объём воды — 509 млн кубометров.
Леса вокруг города преимущественно хвойные (сосна, ель, лиственница). Рельеф горнохолмистый, встречаются обширные заболоченные площади. Высшие точки города — горы Голая (240,3 м) и Станционная (233,2 м). Согласно «Единому перечню названий улиц городского округа Карпинск» в городе насчитываются 71 улица, 13 переулков и 26 проездов. Улицы города озеленены тополем, берёзой, яблоней, рябиной, липой,сиренью и караганой. В Комсомольском парке высажены сосны, в парке ДКУ — яблони, берёзы, тополя и ели.
Климат резко континентальный. Зимы продолжительные, лето короткое и прохладное. Переход от зимы к лету обычно сопровождается частыми возвратами холодов. Средняя температура января от −16 до −20 °C , средняя температура июля от +16 до +19 °C; количество осадков — около 500 мм в год. Ветра преимущественно западного и северо-западного направлений.
| Показатель                                                                | Янв. | Фев. | Март | Апр. | Май | Июнь | Июль | Авг. | Сен. | Окт. | Нояб. | Дек. | Год |
| ------------------------------------------------------------------------- | ---- | ---- | ---- | ---- | --- | ---- | ---- | ---- | ---- | ---- | ----- | ---- | --- |
| Средняя температура, °C                                                   | −19  | −17  | −9   | 0    | 7   | 13   | 17   | 13   | 7    | 0    | −9    | −18  | −1  |
| Норма осадков, мм                                                         | 13   | 15   | 15   | 22   | 42  | 54   | 74   | 68   | 42   | 28   | 22    | 16   | 411 |
| Источник: Weatherbase. www.weatherbase.com. Дата обращения: 27 июля 2020. |      |      |      |      |     |      |      |      |      |      |       |      |     |

Экология
Карпинск расположен в зоне прохождения ураноториевой гряды, непосредственно в зоне тектонического разлома происходит выход в воздух радиоактивных газов (радона). Основным источником радиоактивных газов является почва. Значительны размеры техногенных нарушений: угольные карьеры, дражные нарушения ландшафта после добычи россыпных месторождений золота и платины в руслах рек.
Также одной из проблем города является большое количество бездомных животных, с которыми борется муниципальное учреждение «Управление коммунального хозяйства» (в 2009 году отловлено 77 собак).
Полигон для размещения твёрдых бытовых отходов, расположенный в черте города, заполнен до предела и подлежит закрытию. В перспективе планируется строительство межмуниципального полигона для нескольких городов.

## Символика
Городская эмблема утверждена решением исполнительного комитета Карпинского городского Совета народных депутатов 14 февраля 1973 г. № 49. Авторами эмблемы стали художники машиностроительного завода Виктор Иванович Назаров и Валерий Иванович Трушков. Эмблема имела следующее описание:
На голубом фоне в нижней части эмблемы четко обозначилась чёрная полоса — символизирующая об угольном месторождении, на базе предприятий которого вырос город Карпинск, названный в честь русского учёного А. П. Карпинского.
Часть шестерни, расположенная в центре эмблемы, символизирует машиностроительную промышленность города. Початок пряжи белого цвета символизирует хлопчатобумажное производство. Три чёрных треугольника, изображающие ель, символизируют о лесных богатствах города. Гряда гор белого цвета отражает географическое положение города, расположенного на восточном склоне Уральских гор».
.

## Население
| 1815    | 1834    | 1858    | 1859    | 1862    | 1867    | 1869    | 1897    | 1904    | 1909    | 1920    | 1926    |
| ------- | ------- | ------- | ------- | ------- | ------- | ------- | ------- | ------- | ------- | ------- | ------- |
| 3076    | ↗3320   | ↗4059   | ↘3927   | ↘3827   | ↘3710   | ↘3115   | ↗4500   | ↘3690   | ↗4422   | ↗4900   | ↘4700   |
| 1931    | 1939    | 1959    | 1967    | 1970    | 1979    | 1989    | 1992    | 1996    | 1998    | 2000    | 2001    |
| ↗4900   | ↗18 900 | ↗49 498 | ↘41 000 | ↘38 025 | ↘36 686 | ↗36 968 | ↘36 100 | ↘35 000 | ↘34 600 | ↘33 800 | ↘33 500 |
| 2002    | 2003    | 2005    | 2006    | 2007    | 2008    | 2009    | 2010    | 2011    | 2012    | 2013    | 2014    |
| ↘31 216 | ↘31 200 | ↘30 400 | ↘30 100 | ↘29 600 | ↘29 100 | ↘28 813 | ↗29 113 | ↘29 100 | ↘28 553 | ↘28 236 | ↘28 075 |
| 2015    | 2016    | 2017    | 2018    | 2019    | 2020    | 2021    | 2023    |         |         |         |         |
| ↘27 638 | ↘27 281 | ↘26 957 | ↘26 571 | ↘26 249 | ↘25 937 | ↘25 879 | ↘25 396 |         |         |         |         |

На 1 января 2025 года по численности населения город находился на 564-м месте из 1124 городов Российской Федерации.
Численность населения снижается, так как смертность в Карпинске превышает рождаемость. Данные об изменении численности населения города по годам представлены в таблице.
Национальный состав: русские, российские немцы, татары, украинцы, белорусы и др.
Конфессиональный состав. Имеются два православных прихода, одна община мусульман.
Доля трудоспособного населения из общей численности населения составляет — 62,2 %, детей — 17,5 %, пенсионеров — 20,3 %. По данным на 1 января 2014 года, уровень безработицы в Карпинске составил 7,3 % (для сравнения, в 2003 году — 3,62 %, в 2004 году — 2,6 %, в 2009 году — 2,26 %, в 2010 году — 5,34 %). Доля женщин среди безработных составляет 59 %.

## Экономика
В настоящее время решающую роль в развитии экономики играют предприятия машиностроения: ОАО «Карпинский электромашиностроительный завод» выпускает крупные электрические машины, машины постоянного тока, силовые выключатели; в рамках программы по развитию отечественного локомотивостроения «Уральский электровоз», принятой руководством ОАО «Российские железные дороги», осваивает выпуск тяговых двигателей ДПТ-810-2У1 для грузовых электровозов, с 2006 года 90,23 % акций предприятия принадлежат ЗАО «ЭДС-Холдинг»; ООО «Машиностроительный завод „Звезда“» выпускает станки буровые, зарядные и забоечные машины, вагонетки шахтные.
Имеются также предприятия лесной и деревообрабатывающей промышленности, самое крупное из которых — Карпинский филиал ЗАО ПО «Свердлес», а также предприятия лёгкой и пищевой промышленности. С 2001 года разработкой месторождения медно-колчеданных руд в 23 км от города Карпинска занимается ООО «Валенторский медный карьер» (коллектив насчитывает 146 человек). Сельское хозяйство развито незначительно. Количество субъектов малого предпринимательства в 2005 году составило 570.
С 2011 года началась поэтапная ликвидация аварийного жилого фонда в Карпинске. За 4 года в городе сданы 9 многоквартирных домов малоэтажной застройки. В них расселены около 600 горожан, ранее проживавших в более 40 аварийных зданиях.
Оборот крупных и средних организаций в 2007 году составил 1415,6 млн рублей. В 2014 году заработная плата по крупным и средним организациям составила 24 425,7 рублей (для сравнения в 2008 году — 12 873 рубля).
С 1946 по 1994 год в городе действовала трамвайная сеть. Общая протяжённость муниципальных автомобильных дорог составляет 102 км, из них 50 км с усовершенствованным покрытием (с заплаточным ремонтом дорог), что составляет 49 % к общей протяжённости дорог. Городские пассажирские перевозки осуществляются маршрутными такси и автобусами (действуют два городских маршрута). Имеется сообщение пассажирским транспортом с городами: Краснотурьинском, Волчанском, Серовом, Североуральском, Екатеринбургом.
7 ноября 2008 года был открыт участок дороги Карпинск — Волчанск трассы Р-352 Екатеринбург — Ивдель в обход Карпинска. С 1 апреля 2009 года полностью отменено движение пригородного поезда сообщением Серов-Карпинск. Ещё раньше было отменено движение поезда № 645/646 Свердловск-Карпинск. После отмены пассажирских перевозок железнодорожная станция Карпинск выполняла только грузовые перевозки. С 17 января 2010 года станция Карпинск была закрыта окончательно, а сотрудники ОАО «РЖД», работавшие на станции, были уволены. В настоящее время РЖД занимается грузоперевозками. С 1 января 2023 года было возобновлено движение электропоезда Серов-Карпинск.

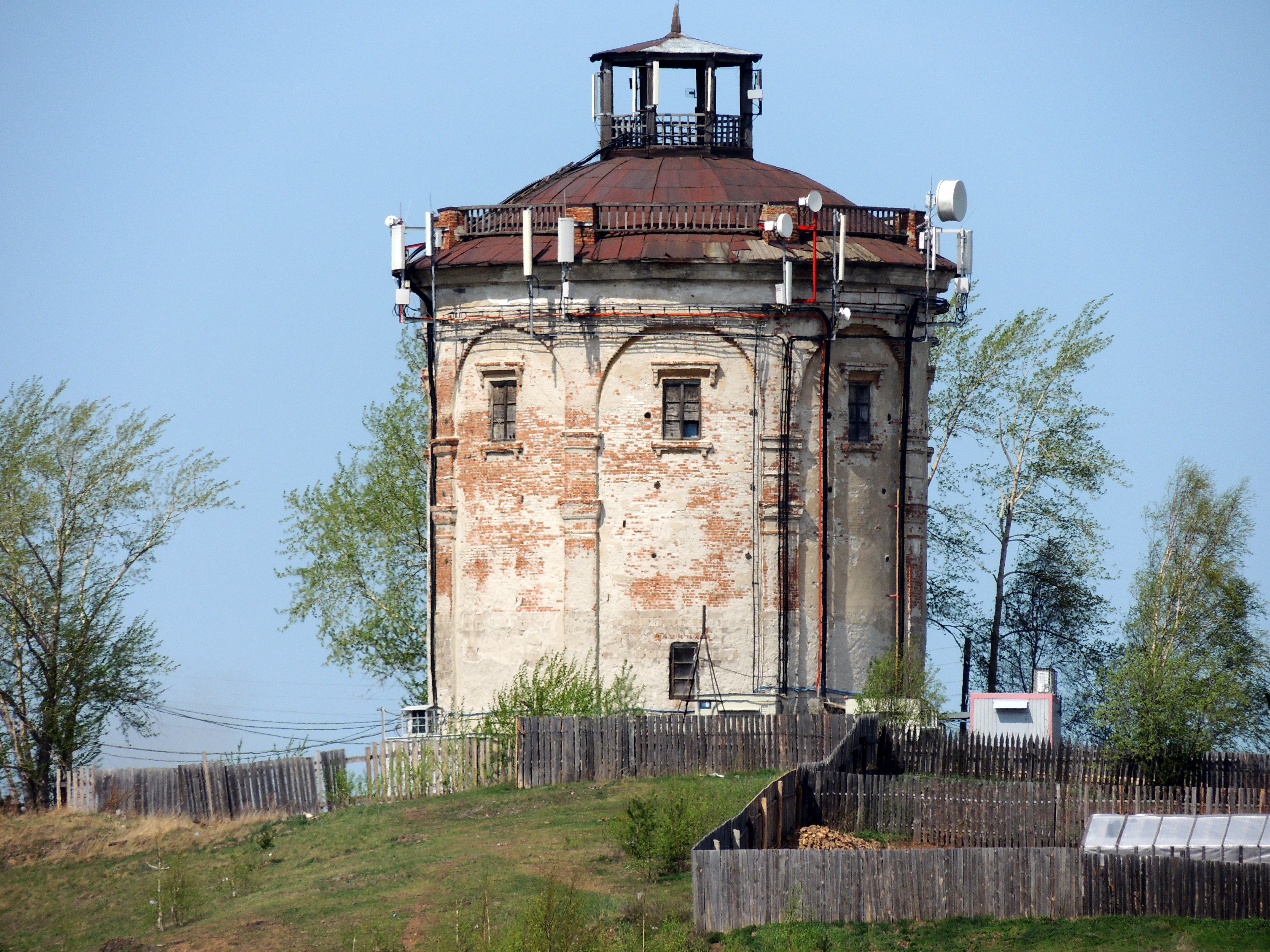
Водонапорная башня на горе Голой

Со времени ввода в строй водопровода в 1946 году, его протяжённость увеличилась с 2200 погонных метров до 100 км. Оборудование системы и сетей водоснабжения имеют высокий процент износа (около 80 %), что приводит к высокому уровню потерь воды (47 % и более). Производство и распределение тепловой энергии осуществляет ООО «Жилкомсервис». Протяжённость тепловых сетей — 55,994 км, степень их износа — 69 %. Энергоснабжение осуществляет ООО «Энерготранспортная компания». Протяжённость сетей этой организации, составляет 35,7 км (степень износа — 72 %).
Средства массовой информации представлены общественно-политической газетой «Карпинский рабочий», которая издаётся с 1942 года и выходит два раза в неделю, а также независимой еженедельной газетой «Вечерний Карпинск» и городской телерадиостудией «Собеседник». Интернет-услуги предоставляют провайдеры: «К Телеком» и «Ростелеком». Присутствие ЗАО «ПЭМКО» в Карпинске закончено в связи с окончанием предоставления услуг связи. Телекоммуникационные услуги (в том числе кабельное телевидение) в Карпинске с 2005 года предоставляет телерадиовещательная компания «Трак». Сотовую связь предоставляют пять операторов: t2, «МТС», «Билайн», «МегаФон» и «Мотив», а также виртуальные операторы сотовой связи, работающие на сетях перечисленных операторов.
В 1943 году был основан завод горного машиностроения. С 2004 года он входил в группу предприятий ЗАО «Стройсервис». В 2016 году прекратил своё существование.

## Социальная сфера
Образование

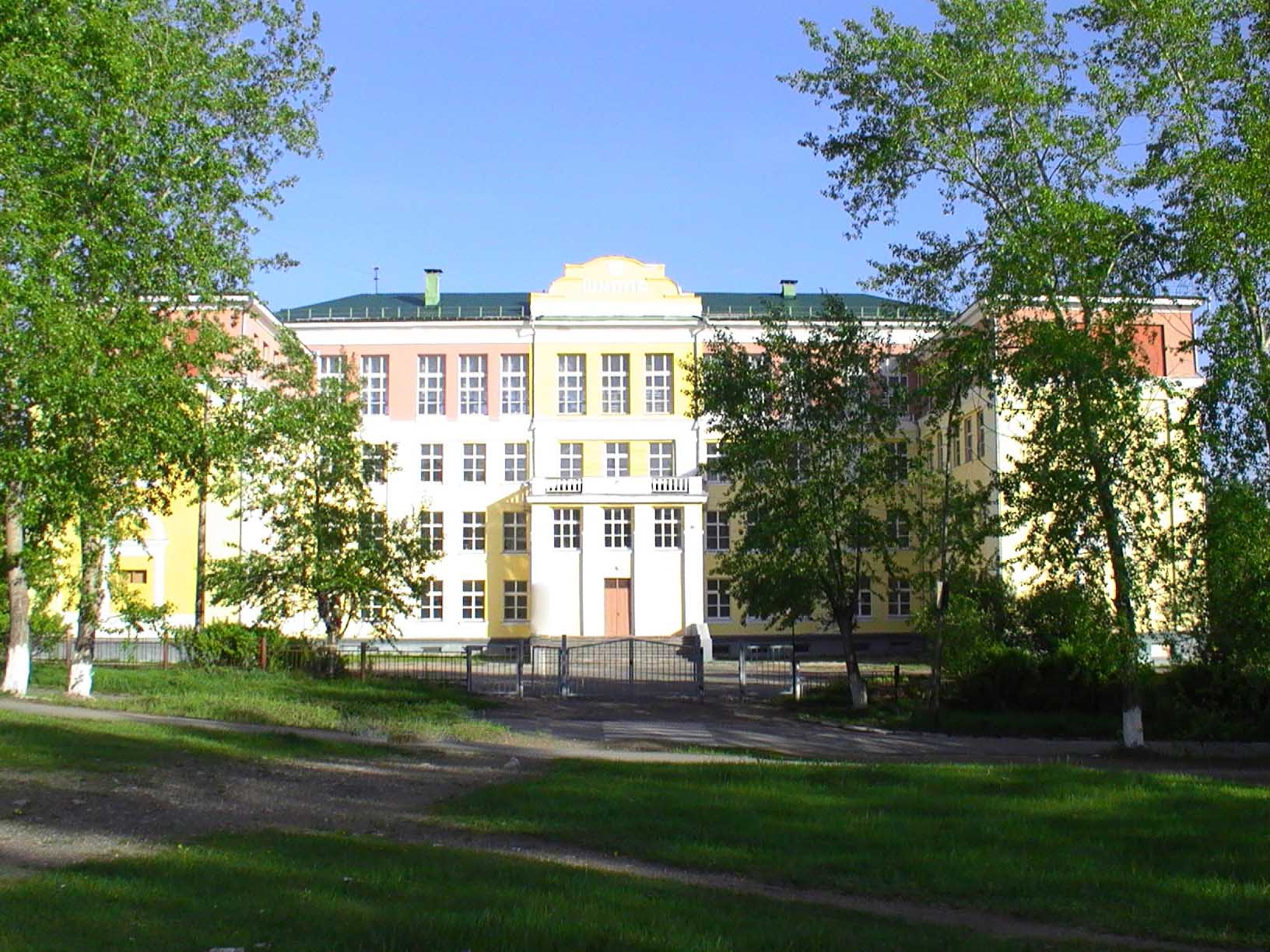
Общеобразовательная школа № 6

Действуют 4 общеобразовательные школы (МАОУ СОШ № 2, 5, 6, 16), ГОУ СПО СО «Карпинский машиностроительный техникум». Имеются детская школа искусств, детская музыкальная школа (1947), детский оздоровительно-образовательный центр (бывший Дом пионеров), детско-юношеская спортивная школа, коррекционная школа-интернат. В 2016 году закрылось представительство РГППУ.
Здравоохранение
В 1956 году вступили в строй корпуса центральной городской больницы. В 1957 году на территории больничного городка построили роддом, в 1968 году — детскую больницу. Больница имеет 8 отделений: хирургическое, терапевтическое, детское, инфекционное, гинекологическое, родильное, приёмное отделение и отделение скорой помощи. В структуру больницы входят также детская, взрослая и стоматологическая поликлиники. Стационар рассчитан на 229 койко-мест, ежегодно здесь проходят лечение до 7 тыс. человек.
С 1999 года в городе работает Центр фитотерапии «Диана», который предоставляет альтернативные виды медицинских услуг.
Структура причин общей смертности выглядит следующим образом:
- болезни системы кровообращения 52,5 %;
- травмы и отравления — 14,3 %;
- злокачественные новообразования — 11,8 %[105].

Культура
В 1940-е годы в посёлке Угольном появились кинотеатр «Красный горняк», Дом культуры угольщиков и парк вокруг него с каруселями, фонтанами, скульптурами, танцевальной верандой, летним театром.

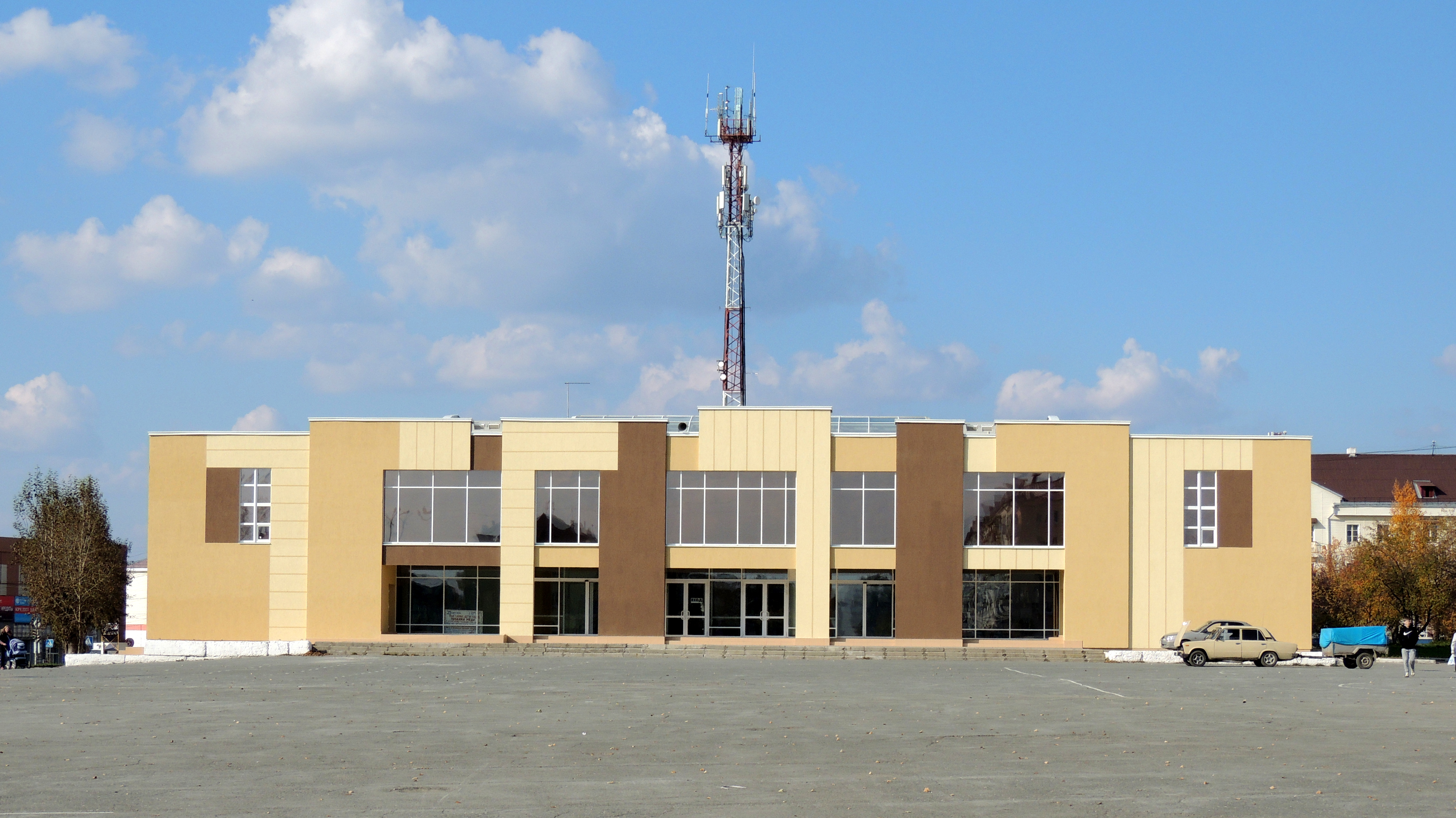
Городской Дворец культуры

В настоящее время в городе работают 2 библиотеки, городской Дворец культуры (1980). Народный цирковой коллектив «ГРЮН», оркестр русских народных инструментов, скрипачи «Виола», народный хореографический коллектив «Вдохновение», вокальные группы «Экспромт» и «Колибри» являются неоднократными победителями и призёрами областных, Всероссийских соревнований и конкурсов. Работает литературное объединение «Поиск» (руководитель В. Белоножко — член Союза писателей России). Кинотеатр «Урал» был закрыт в 2010 году.
День города отмечается 17 июля. В этот день в городском Дворце культуры проходит праздничный вечер, открываются выставки работ учащихся детской художественной школы, фотоэкспозиция, выставка-презентация продукции пищевых предприятий города. 18 июля днём на городской площади проходят гулянья, разнообразные спортивные мероприятия и конкурсы для детей, а вечером начинается концертная программа с участием творческой молодёжи города и приглашённых гостей, которая завершается фейерверком.
Музеи и достопримечательности

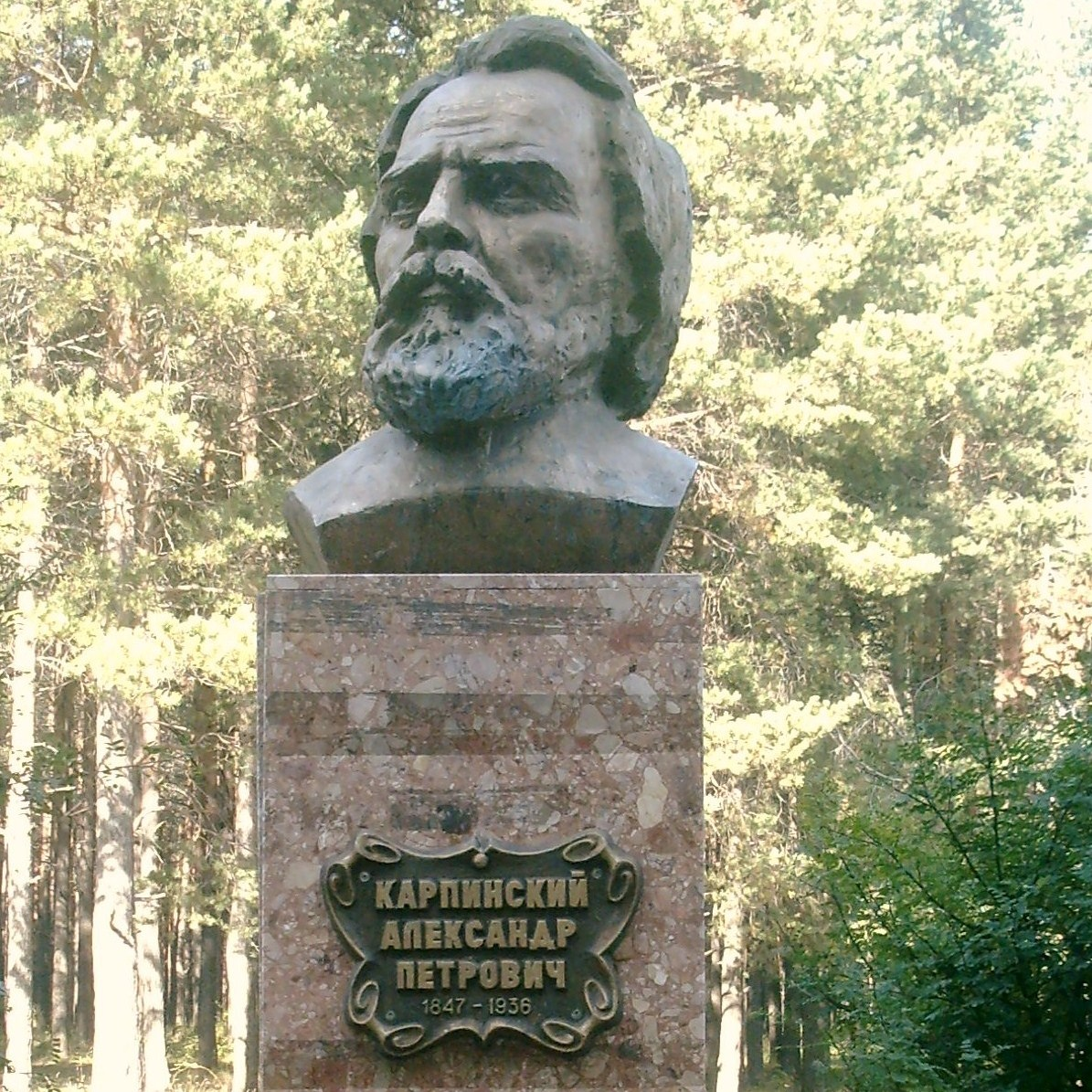
Памятник-бюст А. П. Карпинскому

Городской краеведческий музей открыт для посетителей с 23 октября 1981 года. Имеет 4 отдела, более 13 тыс. единиц хранения. Отдел природы представлен естественно-научными коллекциями образцов пород и минералов, чучел птиц и животных. В отделе истории Богословского горного округа на предметах быта XIX—XX вв. показана специфика исторического и культурного развития края. В экспозиции выставлены материалы об известных земляках — А. С. Попове, Н. П. Вагнере, М. М. Походяшине. Отдел развития буроугольного месторождения рассказывает об истории производственного объединения «Вахрушевуголь» и династиях горняков, представляет макеты горной техники. Военно-историческая экспозиция посвящена событиям Великой Отечественной войны 1941—1945 гг., карпинцам — участникам боевых действий и труженикам тыла, а также участникам локальных войн в Афганистане и двух войн в Чечне.
В 2007 году к 160-летию со дня рождения перед зданием музея установлен памятник-бюст Александру Петровичу Карпинскому.

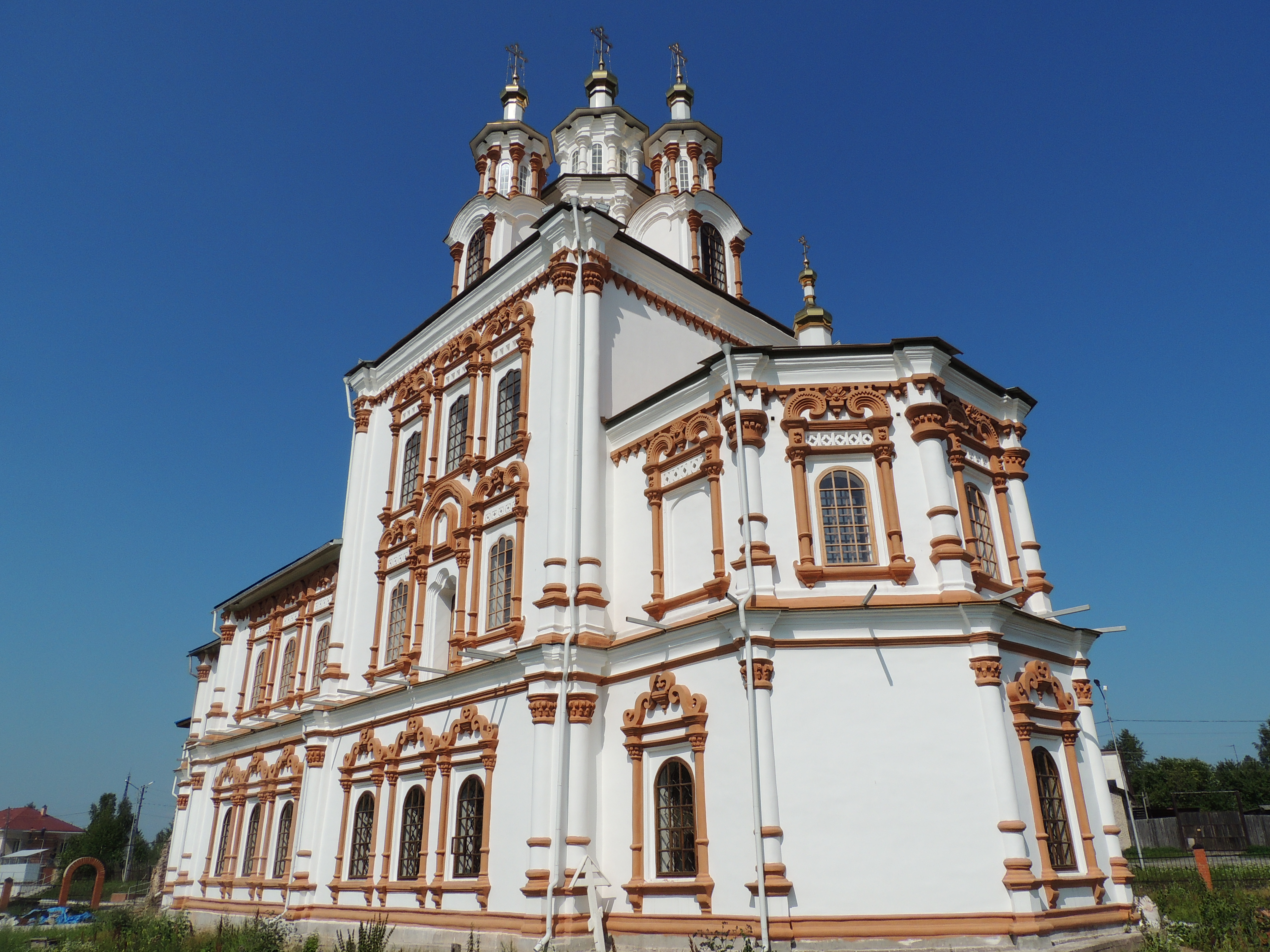
Введенский собор

Введенский собор — объект культурного наследия РФ. Впервые взят под охрану государством Постановлением Совета Министров РСФСР № 389 от 22 мая 1947 года. Построен в стиле так называемого «уральского барокко» в 1776 году. Нижний престол освящён в честь праздника Введения во храм Божией Матери, а верхний — во имя святого Апостола и Евангелиста Иоанна Богослова. В 30-е годы XX века храм был разграблен и разрушен. В конце ХХ-го века началось восстановление храма. Богословский (Введенский) собор дал имя Богословскому горному округу, посёлку Богословску, Богословскому алюминиевому заводу, Богословскому рудоуправлению, разрезу «Богословский», Богословлагу.

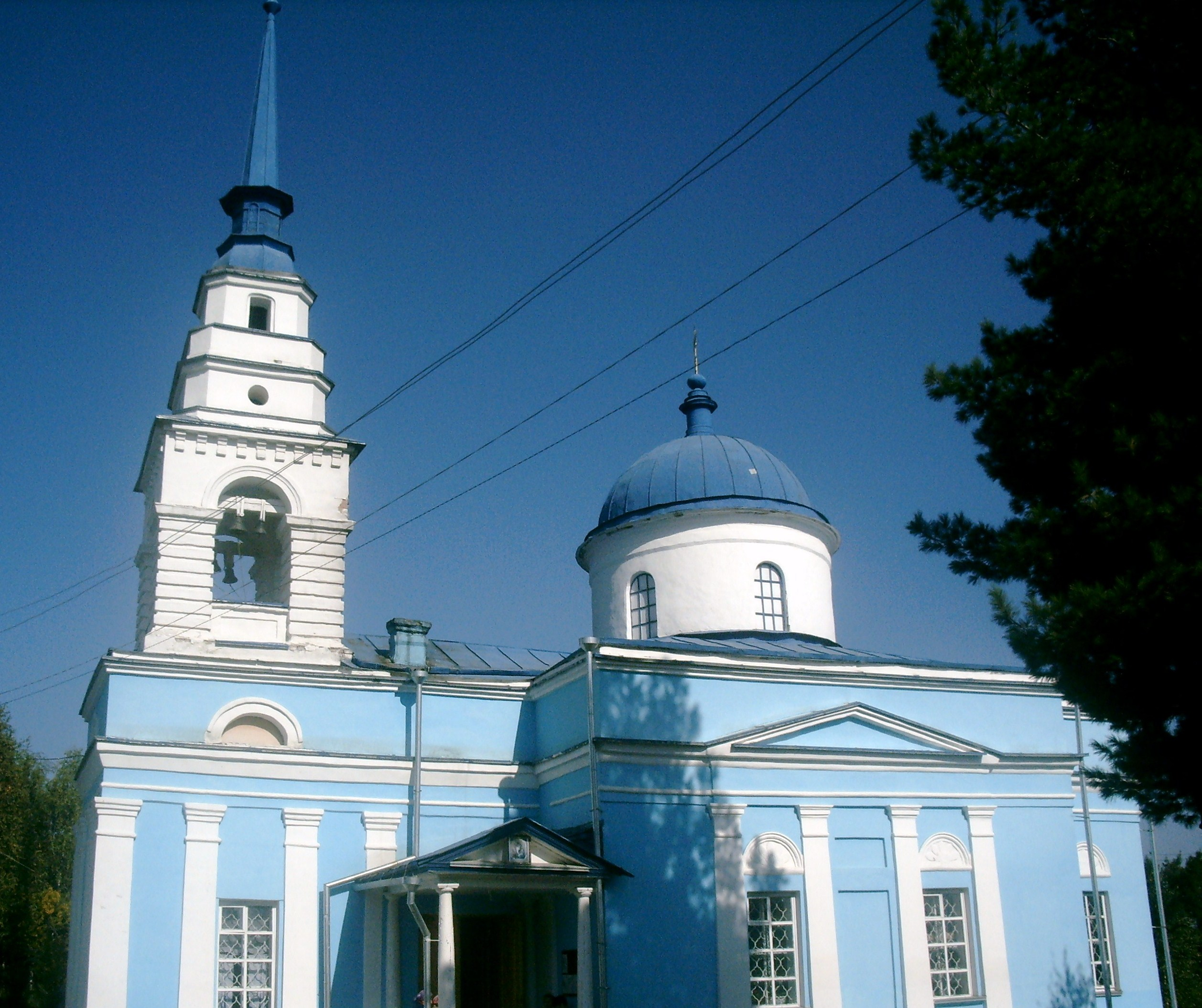
Церковь Во имя Казанской иконы Божией Матери

Церковь Во имя Казанской иконы Божией Матери (изначально кладбищенская Казанская церковь) построена в 1840—1841 гг. на средства прихожан и «при содействии и пособии» горного инженера М. И. Протасова. Архитектура церкви выдержана в формах позднего классицизма. Только однажды в период с 1938 по 1943 годы церковь была закрыта по причине отсутствия священника.
Мемориал «Слава». Стела из железобетонных плит, покрытая плиткой из алюминиевого сплава, увенчана двухметровым венком, ниже — орден Победы и надпись «1941-1945», установлена и открыта 9 мая 1998 года. Подножие стелы выложено из чёрного мрамора, в центре красной звезды — чаша с Вечным огнём. В 2008 году вокруг стелы был установлен полукруглый пилон, поверхность которого украсили плиты с именами 2602 жителей Карпинского района, погибших во время Великой Отечественной войны 1941—1945 гг. В 2010 году у подножия стелы был установлен памятник неизвестному солдату, а в центре площади открыт фонтан.

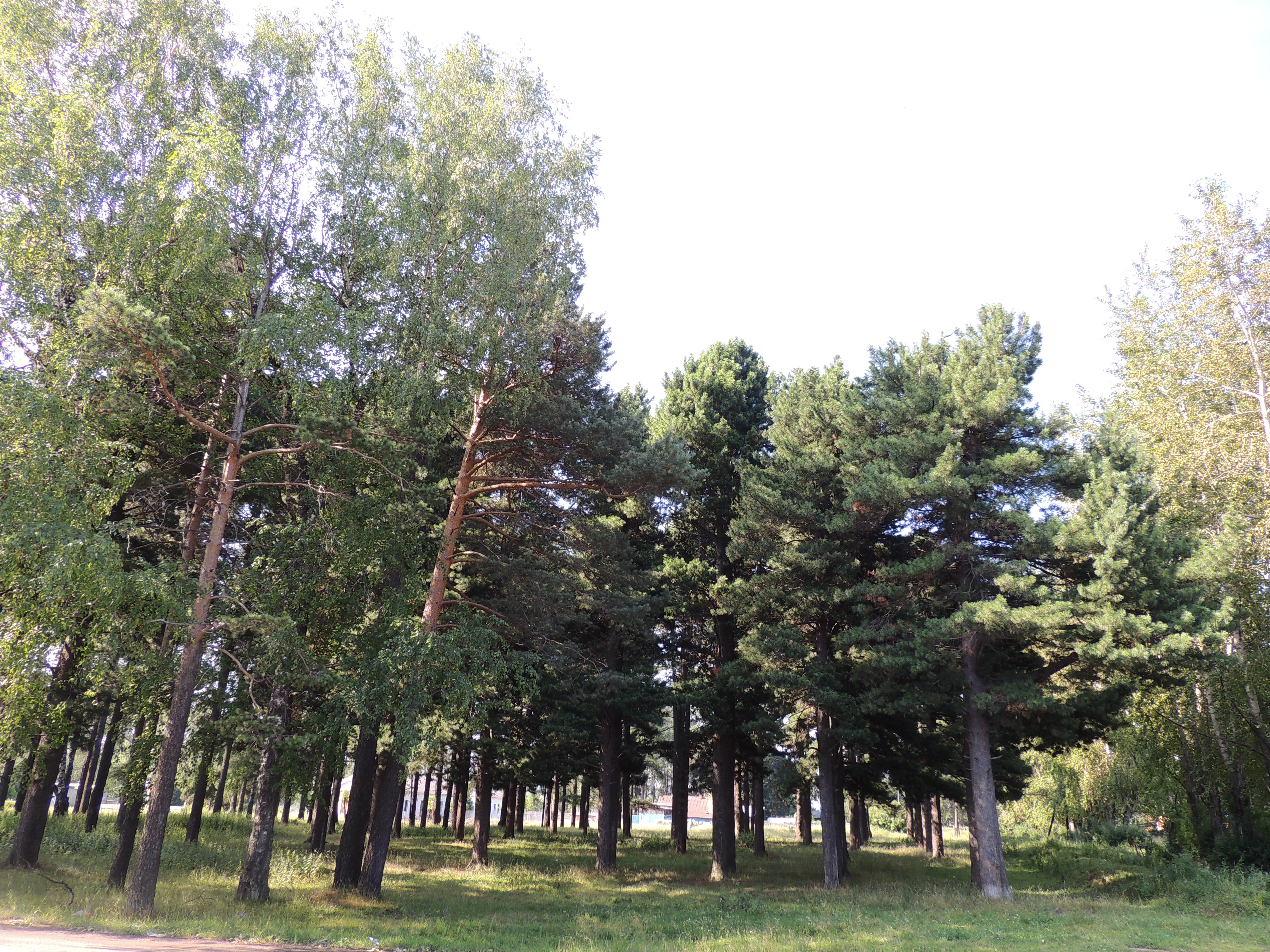
Лиственнично-кедровая роща. Ботанический памятник природы

Ботанический памятник природы Свердловской области «Старые культуры кедра и лиственницы». Лиственнично-кедровая роща расположена по обе стороны улицы Советской. Площадь памятника составляет 6 га. В роще произрастают сибирский кедр (Pinus sibirica) и лиственница сибирская (Larix sibirica), в незначительном количестве присутствуют берёза бородавчатая (Betula pendula) и сосна обыкновенная (Pinus sylvestris). Возраст деревьев составляет 130—150 лет, высота — 16-20 м, диаметр стволов — 60-100 см. Единственная роща на территории бывшего СССР, где можно проследить особенности совместного роста на протяжении более 100 лет лиственницы и кедра.

## Спорт и отдых
В городе имеются стадион «Труд», физкультурно-оздоровительный комплекс (ФОК), детский оздоровительно-образовательный центр (отделение туризма и экскурсий, оздоровительный загородный лагерь «Светлячок»), шахматный клуб «Горняк», клуб «Карат» (каратэ кёкусинкай, руководитель — мастер спорта В. А. Карсин), хоккейно-футбольный клуб «Спутник» (руководитель — заслуженный тренер России О. Г. Свешников), военно-патриотический клуб «ТИГР», Казачий кадетский клуб «Русічъ».
Ежегодные спортивные мероприятия
В первую субботу июля проводится международный горный марафон «Конжак».
Также проводятся соревнования по картингу и фигурному вождению автомобилей, чемпионаты по мини-футболу, городской туристический слёт, легкоатлетические эстафеты, зимние и летние рабочие спартакиады, турниры по боксу, ралли-спринт, спортивная ловля карпов.

## Почётные граждане
Звание «Почётный гражданин города Карпинска» являлось высшим признанием заслуг гражданина перед городом Карпинском и его жителями и присваивалось до 2009 года, когда было утверждено новое звание «Почётный гражданин городского округа Карпинск». Список лиц, которым было присвоено звание «Почётный гражданин города Карпинска» (в скобках — год присвоения звания):
- Бочкарёва Нина Николаевна (1984)
- Бошман Иван Давидович (1996)
- Галяутдинов Николай Шарипович (2004)
- Граматик Иван Александрович (2004)
- Граматик Иван Иванович (2007)
- Гулина Лидия Павловна (2001)
- Дадочкин Валентин Петрович (1987)
- Дворецкий Виктор Павлович (2006)
- Ёлышев Геннадий Александрович (1980)
- Жукова Гертруда Александровна (2006)
- Крапивин Владимир Иванович (2006)
- Кручинин Иван Павлович (1996)
- Латушкин Виктор Михайлович (2001)
- Малиновская Галина Александровна (1980)
- Медер Раиса Францевна (1994)
- Мышко Евдоким Михайлович (1981)
- Новокшонов Виктор Геннадьевич (1980)
- Окунев Василий Тимофеевич (1980)
- Острик Мефодий Васильевич (2007)
- Павлова Нина Ивановна (2007)
- Пупков Василий Константинович (1981)
- Райшев Геннадий Степанович (1998)
- Рожков Евгений Константинович (1994)
- Руднова Людмила Николаевна (1990)
- Свешников Олег Григорьевич (1989)
- Смирнов Михаил Георгиевич (1980)
- Тренихин Виктор Фёдорович (1987)
- Фёдоров Владимир Николаевич (1994)
- Устюжанин Алексей Николаевич (2008)